# فيتو روسو
فيتو روسو (بالإنجليزية: Vito Russo)‏ هو كاتب سيناريو ومؤرخ سينمائي وكاتب ومؤلف ومخرج وممثل أمريكي، ولد في 11 يوليو 1946 بنيويورك في الولايات المتحدة، وتوفي في 7 نوفمبر 1990 في الولايات المتحدة.

## وصلات خارجية
- فيتو روسو على موقع IMDb (الإنجليزية)
- فيتو روسو على موقع قاعدة بيانات الفيلم (الإنجليزية)
- فيتو روسو على موقع كينوبويسك (الروسية)